# 米哈烏·茲巴拉斯基·維希尼奧維茨基
米哈烏·兹巴拉斯基·維希尼奧維茨基（波蘭語：Michał Zbaraski Wiśniowiecki；1470年—1517年），或按烏克蘭語名譯米哈伊洛·瓦西廖維奇·維什内維茨基-兹巴拉濟基（羅馬化：Mykhailo Vasyliovych Vyshnevetskyi-Zbarazkyi），乌克兰科里布特（Корибут）王公及立陶宛大公國、魯塞尼亞和薩莫吉希亞（後來的波兰王国）的政治兼軍事人物。維什内維茨基家族的創始者，屬於茲巴拉日斯基家一個旁系。

## 生平
其父是瓦西里·瓦西廖維奇·茲巴拉濟斯基（Vasil Vasyliovych Zbarazskyi），在他1474年過世後，米哈伊洛長久陷於財產分配的決定問題內。 到1482年，他繼承得到父親名下的部分領地。他的主要居所是位於赫尼茲納河对岸維什尼韋茨的城堡，這個設施是由北方王公德米特里·科里布特（Kaributas）於1395年建起的；從此之後米哈伊洛的後裔們就獲得維什涅維茨基Vyshnevetsky這姓氏。 在1490年克列梅涅茨的審判之時，米哈伊洛首次被提及以這個名字。而早在1489年的時候，他就從國王卡西米爾四世哪兒收到弗拉基米爾資費處支出的21戈比酬勞，作為他有價服務的回報。
他為自己設定了最重要的任務，即擴大（他的）不動產業，（同時）對抗韃靼軍隊的襲擊。1501年到1507年間，米哈伊洛·維什涅維茨基作為布拉茨拉夫地區的州长（首领）為保護烏克蘭領地的邊界付出不少。 1509年他被授永久持有基辅省內布拉金的城區。
1512年，維什涅維茨基協同他的兒子Fedor 、 Alexander和Ivan，一齊於洛普什尼（Lopushny）戰役中，令克里米亞韃靼部落遭受了重大失敗。在康斯坦丁·奧斯特羅斯基被囚禁於莫斯科的期間，他被任命為兹韦尼霍罗德卡的市長。
這些成績，相當於維什涅維茨基自身的權威，是推動加強了他在烏克蘭領地內的影響力，還有在皇家宮廷內，那裡是還給予了米哈伊洛大量的土地和利益（1514年，他由之（最終）獲得布拉金鎮的永久擁有權力）。

## 家庭
他第一任妻子（姓名不詳）是來自於波盧賓斯基（Polubensky）家族，一些波蘭方面信源是顯示她是拉齊維烏（Radziwill）的妻子「羅哈廷的索菲亞」（Sophia of Rohatyn）的姊妹。子嗣：
- 费多尔
- 伊万
- 费多尔

第二任妻子（姓名不詳）
子嗣：
- 亚历山大
- 费科

## 備註
1. ↑  Książęta Zbarascy (01) 的存檔，存档日期2013-10-29[日期不符]. （波兰語）

## 外部鏈接
- 鲁斯兰立场。兹巴拉日王子：雄心勃勃的王位要求或政治冒险。 . ?
- Kśążęta Wisniowieccy (01) （波兰語）
- Książęta Zbarascy (01) （波兰語）